# Fabio Volo
Fabio Volo, pseudonimo di Fabio Luigi Bonetti (Calcinate, 23 giugno 1972), è uno scrittore, sceneggiatore, conduttore televisivo, conduttore radiofonico e attore italiano.
Presente nei vari campi dei media italiani, ha raggiunto la notorietà in radio e in televisione, per poi diventare conosciuto anche nel mondo del cinema e dell'editoria: nel 2011 i suoi romanzi sono arrivati a vendere oltre 5 milioni di copie nella sola Italia e sono stati tradotti anche in altre lingue.

## Biografia
Nasce a Calcinate, cresce poi a Brescia, dove tuttora risiede. Dopo aver conseguito la licenza media inferiore, lascia il liceo e inizia a lavorare come panettiere con il padre. Incide alcuni singoli eurodance cantati in lingua italiana per l'etichetta bresciana Media Records, uno dei quali intitolato Volo, da cui deriva il cognome d'arte. Nel 1996 abbandona la carriera musicale e diventa uno dei conduttori di punta a Radio Capital, diretta da Claudio Cecchetto. Dal 1998 al 2001 conduce tre edizioni del programma Le Iene su Italia 1 accanto a Simona Ventura e Andrea Pellizzari, mentre il suo programma Il Volo del mattino viene mandato in onda su Radio Deejay a partire dal 2000, anno in cui pubblica il suo primo libro, Esco a fare due passi, che vende oltre 300 000 copie.
Nel 2001 e 2002 conduce il programma Ca' Volo su MTV e Il volo su LA7 e debutta al cinema in Casomai di Alessandro D'Alatri, nel ruolo di Tommaso, accanto a Stefania Rocca. L'interpretazione gli vale la candidatura al David di Donatello nella categoria "Miglior attore protagonista". Nel 2003 conduce Il coyote su MTV e pubblica il suo secondo libro, È una vita che ti aspetto, uno dei best seller dell'anno. Debutta in teatro con Il mare è tornato tranquillo, pièce scritta e diretta da Silvano Agosti, con musiche di Ennio Morricone. Nell'autunno del 2003 conduce su Italia 1 la trasmissione di seconda serata Smetto quando voglio. Partecipa inoltre ai programmi Milano-Roma (Italia 1) e DOC 3 (Rai 3).

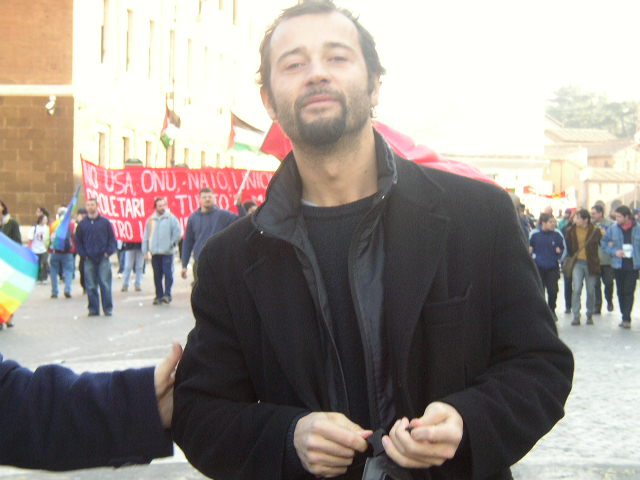
Fabio Volo a Roma nel febbraio 2003, a una manifestazione contro l'imminente invasione dell'Iraq.

Nel 2005 esce il film La febbre, sempre di D'Alatri, dove Volo recita nel ruolo del protagonista. In TV presenta Lo spaccanoci. L'anno dopo viene pubblicato il suo terzo libro Un posto nel mondo e torna su MTV con Italo-Spagnolo, trasmesso da un attico che si affaccia sulla Rambla di Barcellona. Nel 2007 interpreta uno degli episodi di Manuale d'amore 2 - Capitoli successivi di Giovanni Veronesi e collabora alla sceneggiatura di Uno su due di Eugenio Cappuccio. Conduce Italo-Francese su MTV, talk-show serale trasmesso da Parigi, e a novembre pubblica il suo quarto libro, Il giorno in più, la sua opera di maggior successo.
Nel 2008 è protagonista del film di Cristina Comencini Bianco e nero insieme ad Ambra Angiolini. Presta inoltre la sua voce a Po, il panda protagonista del film d'animazione della DreamWorks Kung Fu Panda. Doppierà Po anche nei seguiti Kung Fu Panda 2 (2011), Kung Fu Panda 3 (2016) e Kung Fu Panda 4 (2024). Sempre nel 2008 è nuovamente su MTV con Italo-Americano - Homeless Edition, mentre alla fine del 2009 esce il suo quinto libro, Il tempo che vorrei.
Nel 2010 recita al fianco di Margherita Buy e Luciana Littizzetto nel film Matrimoni e altri disastri, diretto da Nina Di Majo. Vince la sesta edizione del "Premio Letterario la Tore Isola d'Elba". Nell'ottobre 2011 pubblica il suo sesto romanzo, Le prime luci del mattino e a dicembre è protagonista del film Il giorno in più, basato sul suo omonimo romanzo e diretto da Massimo Venier. Nel 2012 inizia le riprese di Studio illegale, che uscirà nelle sale italiane nel 2013. Il 21 marzo 2012 torna in televisione conducendo il programma Volo in diretta nella seconda serata di Rai 3. L'8 ottobre 2012 annuncia la fine del suo ultradecennale programma radiofonico Il Volo del mattino, che tornerà in onda a partire dal settembre 2013. Viene invitato a partecipare al TED Global tenutosi a Firenze. Si sposta a New York per lavorare al suo settimo libro.

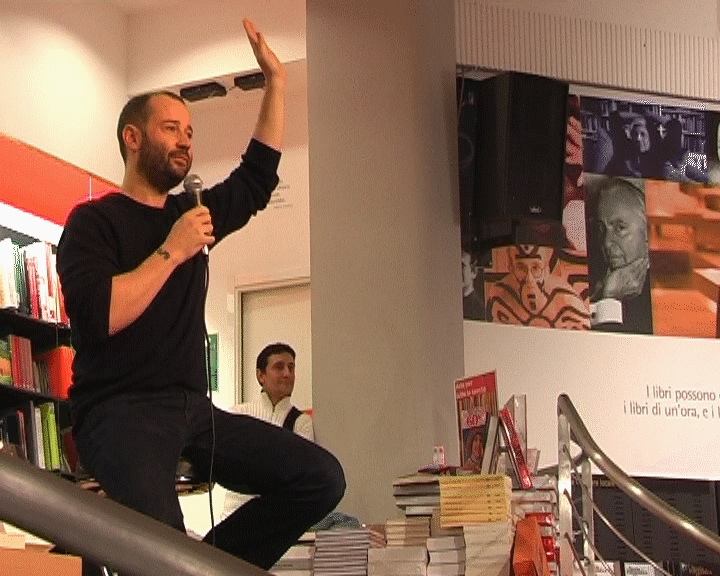
Fabio Volo a Roma nel 2008, per la presentazione del romanzo Il giorno in più alla libreria laFeltrinelli di via Appia Nuova.

Nell'ottobre 2013 viene pubblicato il suo settimo libro, La strada verso casa.
Nel 2014 è testimonial di alcuni spot televisivi Vodafone Italia e partecipa come inviato a Che tempo che fa di Fabio Fazio. Nel novembre 2015 esce il suo ottavo romanzo È tutta vita e a febbraio torna a condurre Le Iene su Italia 1, insieme con Miriam Leone e Geppi Cucciari. L'autunno successivo è il protagonista della sitcom TV Untraditional, di cui è autore, in onda su Nove.
Nel 2023 apre un cocktail restaurant a Reggio Emilia con Benny Benassi e altri due soci.

## Vita privata
Dal 2011 al 2021 ha avuto una relazione con l'islandese Jóhanna Hauksdóttir, un'istruttrice di pilates conosciuta tramite un'amica comune a New York, città nella quale si trovava per girare parte del film Il giorno in più. Il 19 novembre 2013 nasce il loro primo figlio, Sebastian. L'11 agosto 2015 viene alla luce il loro secondo figlio Gabriel.

## Filmografia

### Attore
- Casomai, regia di Alessandro D'Alatri (2002)
- Playgirl, regia di Fabio Tagliavia (2002)
- La febbre, regia di Alessandro D'Alatri (2005)
- Uno su due, regia di Eugenio Cappuccio (2006)
- Manuale d'amore 2 - Capitoli successivi, regia di Giovanni Veronesi (2007)
- Bianco e nero, regia di Cristina Comencini (2008)
- Matrimoni e altri disastri, regia di Nina Di Majo (2010)
- Figli delle stelle, regia di Lucio Pellegrini (2010)
- Niente paura, regia di Piergiorgio Gay (2010)
- Il giorno in più, regia di Massimo Venier (2011)
- Studio illegale, regia di Umberto Carteni (2013)
- Un paese quasi perfetto, regia di Massimo Gaudioso (2016)
- Genitori vs influencer, regia di Michela Andreozzi (2021)
- Per tutta la vita, regia di Paolo Costella (2021)
- Una gran voglia di vivere, regia di Michela Andreozzi (2023)
- People from Cecchetto, regia di Emanuele Imbucci – documentario (2023)

### Videoclip
- Qualcosa di nuovo, regia di Gianluca Leuzzi – Max Pezzali (2020)

### Sceneggiatore
- Uno su due, regia di Eugenio Cappuccio (2007)
- Il giorno in più, regia di Massimo Venier (2011)

## Teatro
- Il mare è tornato tranquillo di Silvano Agosti (2003)

## Programmi televisivi
- Festival di Castrocaro (Rai 1, 1995) – concorrente
- Le Iene (Italia 1, 1998-2001, 2016)
- Candid Camera (Italia 1, 1999-2000)
- Ca' Volo (MTV, 2001-2002)
- Il volo (LA7, 2001-2002)
- Concerto del Primo Maggio (Rai 3, 2002)
- Il coyote (MTV, 2003)
- Smetto quando voglio (Italia 1, 2003)
- Lo spaccanoci (Italia 1, 2005)
- David di Donatello (Rai Movie, 2006)
- Italo... (MTV, 2006-2008)
- Volo in diretta (Rai 3, 2012-2013)
- Che tempo che fa (Rai 3 - Rai 1, 2014-2018)
- Untraditional (Nove, 2016)
- Untraditional II (Sky Comedy Central, 2018)

## Radio

### Programmi condotti
- Pss pss (Radio Capital, 1996)
- Soci da spiaggia (Rai Radio Due, 1998)
- Il Volo del mattino (Radio Deejay, 2000-2012, 2013-presente)

### Compilation
- Il Volo (gennaio 2003)
- El Vuelo (gennaio 2003)
- Il Volo a colazione (novembre 2003)
- Il Volo classico (novembre 2003)
- Il Volo nuovo (febbraio 2005)
- Il Volo vintage (febbraio 2005)

## Doppiaggio
- Farfaricchio in Opopomoz
- Po in Kung Fu Panda, I segreti dei cinque cicloni, Kung Fu Panda 2, Kung Fu Panda 3 e Kung Fu Panda 4
- Voce narrante in Ailo - Un'avventura tra i ghiacci[27]
- Wilden Lightfoot in Onward - Oltre la magia

## Libri

### Romanzi
- 2001 - Esco a fare due passi, A. Mondadori
- 2003 - È una vita che ti aspetto, A. Mondadori
- 2006 - Un posto nel mondo, A. Mondadori
- 2007 - Il giorno in più, A. Mondadori
- 2009 - Il tempo che vorrei, A. Mondadori
- 2011 - Le prime luci del mattino, A. Mondadori
- 2013 - La strada verso casa, A. Mondadori
- 2015 - È tutta vita, A. Mondadori
- 2017 - Quando tutto inizia, A. Mondadori
- 2019 - Una gran voglia di vivere, A. Mondadori
- 2021 - Una vita nuova, A. Mondadori
- 2023 - Tutto è qui per te, A. Mondadori
- 2024 - Balleremo la musica che suonano, A. Mondadori

### Racconti e altri libri
- 2007 - Dall'altra parte del binario, racconti - Corriere della Sera
- 2008 - La mela rossa, racconti - Corriere della Sera
- 2011 - La mia vita, racconti - Corriere della Sera
- 2016 - A cosa servono i desideri, A. Mondadori

### Riconoscimenti
- 2010 - Vincitore del 'Premio letterario La Tore Isola d'Elba', a Marciana Marina, alla sua sesta edizione. Premio già assegnato a Camilleri, Vitali e Cazzullo, tra gli altri autori.[28]

## Discografia

### Singoli
Come Fabio B.
- 1994 – Mi mancherai
- 1994 – Voglio andare al mare
- 1995 – Volo
- 1995 – È stato bello così
- 1995 – Chissà tu dove sei

Come Fabio Volo
- 1996 – Io e te